# Видероэ, Рольф
Рольф Видероэ (Rolf Wideröe, 11 июля 1902, Христиания — 11 октября 1996, Оберзиггенталь) — норвежский физик, автор многих пионерских работ в области физики ускорителей. Родился в Осло, обучался в университете Карлсруэ, Германия.
Видероэ первым предложил идею создания бетатрона (первые наброски — 1923 год, как материал диссертации — 1925 год), и в 1926 году сконструировал его, однако он не заработал из-за ошибок в расчёте удержания и фокусировки пучка, а также из-за накопления электрического заряда на стенках диэлектрической вакуумной камеры. Тем не менее, работа Видероэ имела решающее значение для последователей: в 1940 году, пользуясь его наработками, Дональд Керст запустил первый в мире бетатрон.
Другие важнейшие работы Видероэ посвящены разработке циклотрона, методам линейного ускорения, радиотерапии рака, теории синхротронов и др. Автор нескольких патентов на методы ускорения частиц. Участвовал в разработке и создании нескольких бетатронов, циклотронов, синхротронов, накопителей. Работал в таких крупных ускорительных центрах как ЦЕРН и DESY.